# لیگ ملی فرانسه
لیگ ملی فرانسه که معمولاً به عنوان لیگ ملی یا دسته ۳ شناخته می‌شود، دسته سوم سیستم لیگ فوتبال فرانسه است و پس از لیگ ۱ و لیگ ۲ قرار دارد. لیگ ملی با رقابت ۱۸ باشگاه، بر اساس سیستم صعود و سقوط با لیگ ۲ و لیگ دسته چهارم عمل می‌کند.
هر فصل از اوت تا مه انجام می‌شود و تیم‌ها هر کدام ۳۴ بازی انجام می‌دهند که در مجموع ۳۰۶ بازی در فصل است. اکثر بازیها در روزهای جمعه و شنبه انجام می‌شود و چند بازی در عصرهای روزهای کاری هفته انجام می‌شود. بازی‌ها به‌طور مرتب آخر هفته قبل از کریسمس به مدت دو هفته متوقف می‌شوند و سپس در هفته دوم ژانویه شروع می‌شوند.
لیگ ملی در سال ۱۹۹۳ توسط فدراسیون فوتبال فرانسه تأسیس شد و به عنوان لیگ پایه برای باشگاه‌هایی است که در آستانه حرفه ای شدن یا سقوط در سطح آماتور قرار دارند. این لیگ سالانه از باشگاه‌های حرفه ای، نیمه حرفه ای و آماتور فوتبال تشکیل شده‌است. مسابقات در این لیگ به‌طور متوسط بین ۲۵۰۰ تا ۶۰۰۰ تماشاگر در هر مسابقه جذب می‌کند.